# Borbiró Virgil
Borbiró Virgil, születési nevén Bierbauer Virgil, olykor Borbiró-Bierbauer, Nagyenyed, 1893. március 6. – Budapest, 1956. július 25.) építész, építészettörténész, építészetelméleti író, a Magyar Tudományos Akadémia levelező tagja.

## Életpályája
Építészcsaládból származott, apja Bierbauer István építész a Magyar Királyi Posta műszaki főigazgatója volt, anyai nagyapja Seefehlner Gyula hídépítőmérnök a budapesti Szabadság és Erzsébet híd építésének mérnök vezetője volt. Felesége Graul Adrienn (1896–1973) a Képzőművészeti Főiskolán végzett, majd egy évig nagybányai festőnövendék volt, az ő nővére Graul Irén (1889–1979), aki Bibó István édesanyja volt.
Olaszországi tanulmányút után beiratkozott a Müncheni Műszaki Egyetemre, ahol 1915-ben szerzett mérnöki oklevelet. (Diplomáját 1916-ban honosították.) Tanítványa volt Friedrich Schmidtnek, Friedrich von Thierschnek és Theodor Fischernek. Művészettörténetet is hallgatott a müncheni műegyetemen Joseph Vollnál és Joseph Poppnál, a müncheni egyetemen pedig Heinrich Wölfflinnél és Fritz Burgernél. 1920-ban műszaki doktori címet szerzett „Bramante und die ersten Plane für Sankt' Peter im Rom” című értekezésével a müncheni egyetem építészeti osztályán. (1921-ben honosították).
1918-tól 1922-ig az Országos Lakásépítési Miniszteri Bizottságnál dolgozott, amikor megkapta első jelentősebb építészeti megbízatását a Tihanyi Nagyszálló megtervezésre, ami nem valósult meg. Ettől fogva magánépítészként dolgozott. Korai épületein – a galyatetői turistaház (1921–23), a tihanyi Sportszálló (Mikle Károllyal, 1922–23), a kaposvári Főposta (Müller Pállal, 1924–25), a Belvárosi Tűzőrség (Reichl Kálmánnal, 1925–26), különösen ez utóbbi kettőn – érződik a klasszicizmus építészetében ekkor elsőként végzett részletes kutatások hatása. A  Magyar Mérnök- és Építész-Egyletnek 1923-ban lett tagja, a klasszicizmus témában végzett kutatásairól előadásokat tartott az egylet tagjainak és tanulmányai jelentek meg a Magyar Művészetben és a Magyar Mérnök- és Építész-Egylet Közlönyében 1925–28 között.
1925-ben társult Reichl Kálmánnal, így került kapcsolatba a Székesfőváros Elektromos Műveinek Kelenföldi Erőmű telepének kiépítésével. A korszak egyik legnagyobb középítkezését Reichl 1926-ban bekövetkezett halála után egyedül folytatta 1934-ig. Reichl hatására ismerkedett meg az északi téglaépítészettel, Fritz Höger, majd 1927-es németországi és hollandiai tanulmányút után Michel de Klerk és Willem Marinus Dudok építészetével. Úti élményeiről a Magyar Mérnök- és Építész-Egylet hétfői előadó estjein számolt be. Ekkortól vált a modern építészet lelkes propagátorává.
Az ipari építészet mellett ekkor fordult figyelme a modern építészet másik legfontosabb problémája a lakáskérdés felé. Egyik szervezője volt az egylet kislakás építési ankétjának 1930-ban, mely előkészítette a Napraforgó utcai kislakásos telep megépítését. A Magyar Mérnök- és Építész-Egylet magyar részről 1927-től őt delegálta a Comité International des Architectes-be. Ebben a minőségében hívta meg Budapestre a XII. Nemzetközi Építész Kongresszusra a küldötteket, amelynek egyik főrendezője is volt. 1930-tól a Lieges-i építészegylet, 1931-től a RIBA tiszteletbeli tagja.
Jelentős nemzetközi kapcsolatai révén 1928 májusában a Vállakózók Lapja mellékletéből önálló folyóirattá szervezte a nemzetközi és hazai modern építészet eredményeit ismertető „Tér és Formát”, melynek egyik szerkesztője (a másik szerkesztő Komor János 1931-ig) és legtöbbet publikáló szerzője volt. A havonta megjelenő folyóirat szerkesztője szélesen értelmezte a korszerű építészet fogalmát, Le Corbusier könyveinek ismertetésétől a CIAM magyar csoportjának művein át az expresszív téglaépítészet és az új népi építészet alkotásai is helyet kaptak a folyóiratban. Középutas beállítottsága a folyóirat indító cikkében (Építészet-térművészet) jól követhető. Egyrészről elutasította a stílusépítészet utánzását, de egyúttal – annak ellenére, hogy Le Corbusier hívének vallotta magát – elutasította a Le Corbusier-i lakógép fogalmát is. A modern építészettől egy új stílus kialakulását várta. Későbbi írásaiban is az ortodox modern építészekkel szemben nem a nagy lakóházak, a kollházak építését tartotta szükségesnek és gazdaságosnak, hanem kisebb, elsősorban családi házak építését.
„A magyar építőművészet jelen állapota, modern irányú fejlődésének szükségessége és akadályai” címmel a Mérnök Egyletben 1928-ban tartott nagy vitát kiváló előadásában megfogalmazott cél megvalósításának szolgálatába állította lapját: a magyar építészeti kritika megteremtése és egy új építésügyi szabályzat elfogadása. Az építési szabályzat reformja a városrendezési problémák felé terelték figyelmét. Megszervezte a Mérnök és Építész Egylet városrendezési értekezletét (1930), majd 1933-ban a Gellért Szállóban az egylet első városrendezési kiállítását, Nyiri Lászlóval. Itt mutatták be Árkay Bertalannal közös tervüket a Nemzeti Stadion Aranyhegyen való elhelyezésére. Több városrendezési pályázaton is részt vett: az Erzsébet út torkolatának kialakítására (1930), a Boráros téri Duna híd budai hídfőjének rendezésére (I. díj, 1936), az Óbudai híd budai hídfőjének rendezésére (1937). Pályázat útján kapott megbízást a Budaörsi repülőtér felvételi épületének elkészítésére (Králik Lászlóval, 1936–37).
1937-ben megjelent szakirodalmi munkásságának fő műve „A magyar építészet története”, amely első összefoglalása ennek a témának, amely egyúttal tartalmazza a falusi és tanyasi építkezés történetét is. Már a Tér és Forma 1929-es évfolyamában két teljes számot szentelt a népi építészet problémakörének. Az 1937-ben elfogadott új építésügyi szabályzat kidolgozásában bizottsági tagként és az alapelvek kidolgozójaként is jelentős szerepe volt. Legfontosabb újítása, hogy a városoknak 5 éven belül ki kellett dolgozniuk általános városrendezési terveiket. Több városrendezési terv elkészítésére kapott megbízást: Tata 1939, az újraegyesített Komárom 1941, a visszacsatolt Nagybánya 1943, Vác 1943. A háború miatt külföldi kapcsolatai megszakadtak, behívták frontszolgálatra, ezért 1942 decemberében megvált a Tér és Forma szerkesztésétől.
A háború után a demokratizálódás idején jelentős közéleti tevékenységet folytatott. 1945–48 között a Fővárosi Közmunkák Tanácsa, a Magyar Művészeti Tanács, és 1947-ben Kassák Lajos Alkotás című folyóiratának szerkesztőbizottsági tagja. 1947–49 között parasztpárti építésügyi államtitkár, az újjáépítés szervezése a feladata. 1948–49 között a Magyar Tudományos Akadémia levelező tagja. 1949 után kiszorították a közéletből, a Képzőművészeti Főiskola Építészeti Tanszékének rendes tanárává nevezték ki. 1951-től a TIPUSTERV-nél moduláris tervezéssel foglalkozott, majd az Országos Építésügyi Hivatalnál a nagy beruházások előkészítésében közreműködött. 1953-ban részt vett a Budapest városépítészeti kérdéseivel foglalkozó konferencián, ahol támadta az Engels térre tervezett városközpont sztálinista megalomániás vonásait. A fiaival Borbiró Tamással és Borbiró Miklóssal közösen utolsó műveként 1953-ban készített „Javaslatok Budapest városrendezésére” c. munkájában elsőként javasolta a Belvárosban sétáló utcahálózat kialakítását.

## Díjai, elismerései
Szakirodalmi munkásságát többször díjazták:
- 1926 Czigler-érem Pollack Mihály pesti palota építkezéseiről szóló előadásáért
- 1928 Fittler-érem A kislakásépítkezés problémái a háború utáni években című tanulmányáért
- 1932 Kéler Napóleon-díj A kislejtésű tetőszerkezetek című könyvéért
- 2010 Posztumusz Ybl Miklós-díj

## Művei
Több kiállításon is szerepeltek tervei: 
- a Budapesti XII. Nemzetközi Építész Kongresszus, (1930, Műcsarnok)
- Párizsi II. Modern Nemzetközi Építészeti Kiállítás (1933)

Kiállítás szervezései: 
- „Hogyan építsünk?” építészeti propaganda kiállítás (1932)

Kiállítási épület tervei: 
- az V. milánói triennale magyar terme (Kaesz Gyulával, 1933)
- a RIMA kiállítási pavilonja 1938–41 között a BNV-n

### Épületek
- Lakóház átalakítás, Budapest, Fortuna u. 9. 1921.
- Turistaház, Galyatető, 1921.
- Sportszálló, Tihany, (Mikle Károllyal) 1923.
- Magyar Királyi Posta és Távírda Palotája, Kaposvár (Bierbauer Istvánnal és Müller Pállal) 1924.
- Fővárosi ELMŰ Kelenföldi áramfejlesztőjének műhelye és toronyépülete, 1925–26.
- Belvárosi Tűzőrség, Budapest, (Reichl Kálmánnal) 1925–26.
- Központi Városháza egyenáramú alállomása (egy időben Merlin színház), Budapest, Károly körút 1926–27.
- Fővárosi ELMŰ Kelenföldi áramfejlesztőjének 30 KW-os kapcsolóháza, 1927–29.
- Say-villa, Balatonfüred, 1928.
- Fővárosi ELMŰ Hungária körúti transzformátor állomása, 1928-29.
- „Korszerű családi ház” a Budapesti Lakberendezési Vásáron, (Kósa Zoltánnal) 1931.
- Konti-villa a kislakásos mintatelepen, Budapest, Napraforgó u. 4. 1931.
- Fővárosi ELMŰ Kelenföldi áramfejlesztőjének III. kazánháza és a 30 KW-os kapcsolóház bővítése, 1931–34.
- Sertésvágóhíd fedett rakodói, Budapest, 1933.

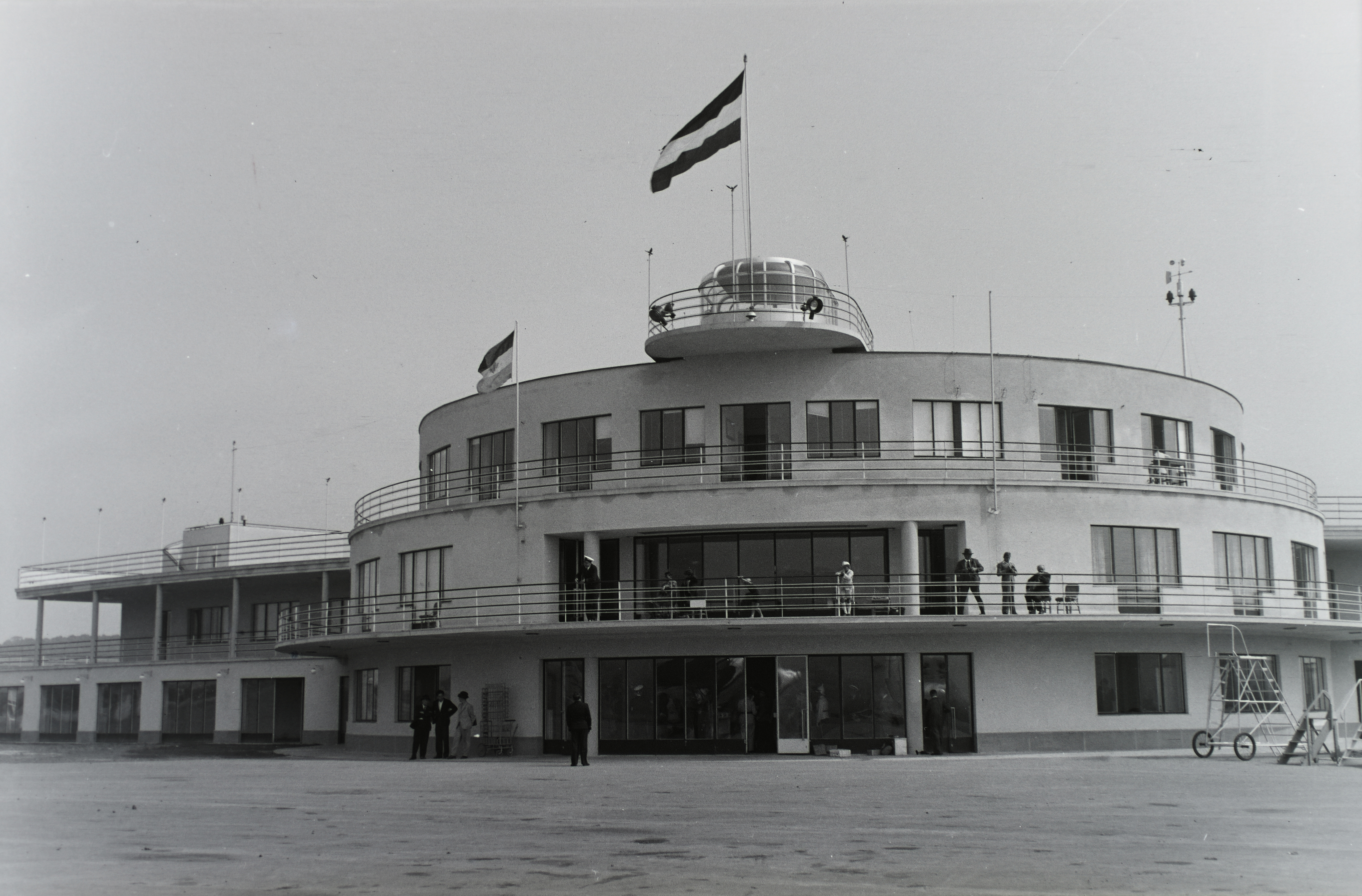
Budaörsi repülőtér forgalmi épülete, 1938

- Fővárosi ELMŰ Simor utcai alállomása, 1933–34.
- Budaörsi repülőtér forgalmi épülete (Králik Lászlóval) 1936–37.
- A RIMA Rt kiállítási pavilonja a BNV-n, 1938–1939–1940–1941.
- Pestlőrinci temető ravatalozója, Budapest, 1942.
- Magyar Királyi Téli Gazdaság Iskola, Csorna, 1942.
- A Wurm-udvar műemléki helyreállítása, Budapest, Dorottya u. 6., 1946.

### Archívumok
Töredékesen fennmaradt hagyatéka (tervek, kéziratok, fotók, dokumentumok) két részletben 1969-ben és 1993-ban az Magyar Építészeti Múzeumba került. Néhány terve a Kulturális Örökségvédelmi Hivatal Tervtárában is megtalálható. Építész irodájának bútorait az Iparművészeti Múzeumban őrzik.

## Bibliográfia
A „Tér és Formában” megjelent írásait többféleképpen szignálta: B.V., B, Sz, Szerkesztő, Spectator, r.l.

### Önálló kötetben megjelent írásai
- Neuere Untersuchungen über Bramantes Plan für Sankt Peter. München, 1920
- A régi Pest-Buda építészete. Budapest, 1920
- Nyugat-európai építészeti tapasztalatok; Egyetemi Ny., Budapest, 1928
- A magyar építőművészet jelen állapota, modern irányú fejlődésének szükségessége és akadályai; Egyetemi Ny., Budapest, 1928
- Architectura. Souvenir du 12. Congrès International des Architectes; szerk. Bierbauer Virgil, Rákosy Gyula, Szentmiklósi József; Hornyánszky Ny., Budapest, 1930
- Korunk építészetének jövője. Építészeti prognózis. A budapesti nemzetközi építészeti kiállítás oknyomozó kritikája; Egyetemi Ny., Budapest, 1931
- A kislejtésű tetőszerkezetek. Budapest, 1932
- Az építési szabályzat reformjához; Stádium Ny., Budapest, 1932
- Budapest városépítészeti problémái. Budapest, 1933
- A XIII. római nemzetközi építészkongresszus eredményei és tapasztalatai; Stádium, Budapest, 1936
- A magyar építészet története; Révay Ny., Budapest, 1937 (A Magyar Szemle könyvei)
- Magyarország repülőgépről. Budapest, 1937 (angolul is)
- Repülőterek építészete; Magyar Mérnök- és Építész-Egylet, Budapest, 1938
- A magyar városrendezés eszközei és feladatai. Budapest, 1940
- Kislakásos családiházak mintatervei. (sajtó alá rendezte). Budapest, 1941
- A múlt és közelmúlt magyar városépítése; Egyetemi Ny., Budapest, 1941
- A magyar klasszicizmus építészete. Budapest, 1948
- Romokból élet, magyar újjászületés (főszerkesztő). Budapest, 1948
- Építészettörténet (egyetemi jegyzet). Budapest, 1949
- Stílusváltozás a XV-XVI századi olasz és francia építészetben. Budapest, 1953
- Debrecen. Budapest, 1954
- Győr városépítéstörténete. (Valló Istvánnal). Budapest, 1956
- A magyar összehasonlító háztudomány. Lapis angularis V. Szerk. Fehérvári Zoltán – Prakfalvi Endre Budapest 2003
- A magyar építészet története; Attraktor, Máriabesnyő-Gödöllő, 2004 (Historia incognita 1. sorozat. Történettudomány)